# The Tourist
The tourist es una película dirigida por Florian Henckel von Donnersmarck y protagonizada por Johnny Depp y Angelina Jolie. Estrenada en 2010, la película fue producida por GK Films y distribuida por Sony Pictures Entertainment a través de Columbia Pictures. Con un presupuesto inicial de 100 millones de dólares, la película recaudó finalmente 278 millones de dólares en todo el mundo.
The tourist estuvo nominada a tres Globos de Oro, y estuvo envuelta en cierta polémica cuando su director dijo que la película no se englobaba en ningún género, que era «un viaje romántico con elementos de thriller, pero que si tenía que escoger uno, elegiría la comedia».
Es una adaptación de la película francesa El secreto de Anthony Zimmer del año 2005, dirigida por Jérôme Salle y protagonizada por Sophie Marceau e Yvan Attal.

## Argumento
Elise Clifton-Ward (Angelina Jolie) es la amante de Alexander Pearce, un ladrón que debe al fisco inglés 744 millones de dólares en concepto de impuestos tras haber robado una cantidad inmensa de dinero a unos rusos. Como se rumorea que ha cambiado su apariencia a través de la cirugía plástica, el inspector John Acheson (Paul Bettany) persigue a la mujer con el objetivo de que esta se reúna con Pearce. Mientras toma un café en Francia, Elise recibe una nota de su amante: le ordena que viaje a Venecia en tren, que escoja a algún hombre al azar y que haga creer a la policía que el anónimo es Alexander Pearce. Elise quema la nota y sube a un tren con destino a la ciudad italiana.
Ella elige a Frank Tupelo (Johnny Depp), un profesor universitario en Estados Unidos. Ella pasa mucho tiempo con él, empezando lo que parece un romance. Mientras tanto, la policía ha conseguido salvar los fragmentos de su nota quemada, y junta los trozos descubriendo información sobre su cita y su artimaña. Avisado de la cita, pero no la artimaña, un informador en la comisaría de policía informa a Reginald Shaw (Steven Berkoff), un gánster al cual Pearce robó 2300 millones de dólares, que Pearce está viajando a Venecia en un tren con Elise y este inmediatamente viaja a Venecia.
Elise invita a Frank a quedarse a dormir en su habitación del Hotel Danieli. Mientras, Pearce le informa de nuevo a Elise para ir a un baile. Elise entonces abandona a Frank, que es perseguido por los hombres de Shaw. Mientras intenta escapar de ellos, Frank es detenido por la policía italiana, pero un inspector corrupto lo vende a los hombres de Shawn a cambio del botín que pesa sobre la cabeza de Pearce. Elise consigue rescatar a Frank justo a tiempo escapando en un bote. Ella deja a Frank en el aeropuerto con su pasaporte y dinero, apresurándole para que vuelva a su casa por su propia seguridad.
Se descubre entonces que Elise es, en realidad, una agente secreto de Scotland Yard que había sido temporalmente suspendida de su trabajo por supuestas simpatías con Pearce. Por sus temores por Frank accede a participar en una operación gancho. En el baile Elise deambula por la sala buscando a Pearce entre la multitud, cuando un hombre deja un sobre en una mesa delante de ella antes de desaparecer. Cuando Elise descubre que el sobre va dirigido a ella, cree que el hombre que lo ha dejado es el mismo Pearce e intenta seguirlo gritando su nombre, pero Frank, que entretanto ha conseguido entrar en el evento, la para. Frank entonces le declara su amor a Elise y la invita a bailar con él, pero es arrastrado por la policía. Elise abre el sobre y encuentra una nota mencionando un punto de encuentro, al cual se dirige en barco. Shaw y sus hombres la empiezan a seguir, pero desconocen que también la policía sigue a ambos bandos desde la lejanía, mientras Frank está esposado para no entorpecer la investigación.
Cuando Elise llega al destino, Shaw la captura amenazándola con herirla si no le dice dónde está el dinero que le robó Pearce, mientras la policía monitorea la situación. A pesar del peligro que corre Elise, Acheson rechaza en repetidas ocasiones intervenir con los francotiradores de la policía. Mientras, Frank escapa del barco policial y se enfrenta a Shaw, asegurando ser el mismo Pearce y que les daría el dinero con la condición de dejar en libertad a Elise. Shaw, escéptico, le dice que abra la caja fuerte donde se encuentra el dinero si no quiere ver a Elise sufrir. Posteriormente aparece el Inspector Jefe Jones (Timothy Dalton), que releva del mando a Acheson y ordena a los francotiradores disparar a la habitación, matando a Shaw y sus hombres. Jones entonces retira la suspensión de empleo a Elise, lo cual ella agradece, y seguidamente la despide del empleo, cosa que también le agradece.
Acheson recibe un mensaje de radio afirmando que Pearce ha sido encontrado no muy lejos de ese mismo punto, y corre a la ubicación donde la policía ha detenido al sospechoso. Allí descubre que el hombre asegura ser solamente un turista que seguía instrucciones enviadas a su teléfono móvil, para estar presente en ciertos lugares, acciones por las que recibía dinero. Elise le dice a Frank que lo ama, pero que también ama a Pearce. Entonces Frank sugiere una solución: abre la caja fuerte revelando que él era en realidad Alexander Pearce. Él y Elise cogen el dinero y huyen dejando en la caja fuerte un cheque por el valor debido en impuestos para que sea encontrado por la policía. Acheson se empeña en perseguir a Pearce una vez se percata de la realidad, pero Jones como su superior lo para, debido a que una vez pagadas sus deudas al fisco su único delito sería haber robado a un gánster (ahora muerto). Jones ordena el cierre del caso pese a la frustración de Acheson. Frank y Elise zarpan hacia una nueva vida juntos.

## Reparto
- Angelina Jolie como Elise Clifton-Ward.
- Johnny Depp como Frank Tupelo / Alexander Pearce.
- Paul Bettany como Insp. John Acheson.
- Timothy Dalton como Chief Insp. Jones
- Steven Berkoff como Reginald Shaw.
- Rufus Sewell como el Inglés.
- Christian De Sica como Coronel Lombardi.
- Alessio Boni como Sargento Cerato.
- Raoul Bova como Conde Filippo Gaggia.
- Daniele Pecci como Teniente Narduzzi.
- Giovanni Guidelli como Teniente Tommassini.
- Igor Jijikine como Virginsky.
- Bruno Wolkowitch como Capitán Courson.
- Marc Ruchmann como Brigadier Kaiser.
- Julien Baumgartner como Brigadier Ricuort.
- François Vincentelli como Brigadier Marion.
- Nino Frassica como Brigadier Mele.
- Neri Marcorè como Alessio, el conserje del hotel.
- Renato Scarpa como Arturo, sastre.
- Maurizio Casagrande como Antonio, camarero.

## Elenco de doblaje hispanoamericano
| Personaje              | Actor original         | Actor de doblaje     |
| ---------------------- | ---------------------- | -------------------- |
| Frank Tupelo           | Johnny Depp            | Ricardo Tejedo       |
| Elise Clifton-Ward     | Angelina Jolie         | Laura Torres         |
| Inspector John Acheson | Paul Bettany           | René García          |
| Inspector Jones        | Timothy Dalton         | Gerardo Reyero       |
| Reginald Shaw          | Steven Berkoff         | José Lavat           |
| El inglés              | Rufus Sewell           | José Arenas          |
| Coronel Lombardi       | Christian De Sica      | Arturo Mercado       |
| Sargento Cerato        | Alessio Boni           | Octavio Rojas        |
| Teniente Narduzzi      | Daniele Pecci          | Roberto Mendiola     |
| Teniente Tommassini    | Giovanni Guidelli      | Alan Prieto          |
| Conde Filippo Gaggia   | Raoul Bova             | Manuel Campuzano     |
| Capitán Courson        | Bruno Wolkowitch       | Blas García          |
| Kaiser                 | Marc Ruchmann          | Daniel del Roble     |
| Ricourt                | Julien Baumgartner     | Agustín López Lezama |
| Agustín Lezama         | Agustín Lezama         | Christian Strempler  |
| Rousseau               | Clément Sibony         | Roberto Mendiola     |
| Cavillan               | Jean-Claude Adelin     | Ricardo Bautista     |
| Jean-Michael           | Jean-Marie Lamour      | Manuel Campuzano     |
| Mesero Jérome          | Nicolas Guillot        | Eduardo Ménez        |
| Mensajero Tchebali     | Mhamed Arezki          | Misael Martínez      |
| Virginsky              | Igor Jijikine          | Eduardo Fonseca      |
| Lebyadkin              | Vladimir Orlov         | Víctor Covarrubias   |
| Liputin                | Vladimir Tevlovski     | Dafnis Fernández     |
| Fedka                  | Alec Utgoff            | Armando Coria        |
| Shigalyov              | Mark Zak               | Igor Cruz            |
| Arturo el sastre       | Renato Scarpa          | Óscar Gómez          |
| Alessio el conserje    | Neri Marcorè           | Leonardo García      |
| Luca el botones        | Gabriele Gallinari     | Ricardo Bautista     |
| Mele                   | Nino Frassica          | Pedro D'Aguillón Jr. |
| Whitfield              | Iddo Goldberg          | Ricardo Bautista     |
| Mesero Guido           | Riccardo De Torrebruna | Eduardo Ménez        |
| Coordinador de gala    | Giancarlo Previati     | Agustín López Lezama |
| Bird Lunt              | Ralf Moeller           | Sergio Reyes         |
| Jefe Giordani          | Bruno Bilotta          | Igor Cruz            |
| Técnico Mountain       | Gwilym Lee             | Edson Matus          |
| Técnico Pinnock        | Steven Robertson       | Misael Martínez      |
| Intérprete Coppa       | Giovanni Esposito      | Eduardo Ménez        |
| Chofer                 | Marino Narduzzi        | Salvador Reyes       |
| Antonio                | Maurizio Casagrande    | Eduardo Ménez        |

## Producción
La cinta, que está basada en la película de acción francesa Anthony Zimmer, se rodó en poco más de once meses, desde el día en que von Donnersmarck empezó a reescribir la película hasta el día de su premier en Nueva York. La razón por la que la película se rodó en tan corto espacio de tiempo fue que Johnny Depp debía volar a Hawái para empezar a rodar la 4.ª película de la saga Piratas del Caribe. Y el motivo por el que la postproducción tuvo que llevarse a cabo tan rápido fue que todas las fechas interesantes para estrenar la película estaban reservadas para Pirates of the Caribbean: On Stranger Tides
El rodaje se inició el 23 de febrero en París con Jolie, para pasar después a Venecia, donde Johnny Depp se unió al equipo el 1 de marzo.
El Ministro de Cultura francés, Frédéric Mitterrand, visitó a Florian Henckel von Donnersmarck en el set de The Tourist 

## Ubicaciones
La película se rodó íntegramente en París y Venecia, y las ubicaciones por orden de aparición son:
París:
- Plaza de las Victorias - Apartamento de Elise
- Place Boieldieu, Opéra Comique - Paseo de Elise
- Café Le Nemours, Place Colette - El arresto del mensajero ciclista
- Place des Petits-Pères - Cuando Elise pierde la furgoneta y entra en el centro comercial
- Galerie Vivienne - Centro comercial por el que Elise camina
- Pasaje Jouffroy - Centro comercial por el que Elise camina
- Rue du Quatre Septembre - Cuando Elise entra en el Metro
- Estación de París-Lyon - Donde Elise se monta en el Freccia Rossa (que en la película viaja desde la Toscana hasta Venecia)

Venecia:
- Estación de Venecia Santa Lucia - Donde Elise y Frank se bajan del tren por separado
- Fondamenta San Giovanni (Cipriani) - Donde Elise invita a Frank a montar en el bote de Danieli
- Palacio Pisani Moretta - Fachada e interior del "Danieli"
- Hotel Danieli - La única parte del verdadero hotel que se usó fue el patio
- Palazzo Benzoni - El balcón del "Danieli" donde Frank fuma un cigarrillo electrónico
- Aeropuerto de Marco Polo - Donde aterriza el avión de Shaw
- Pontile Bucintoro, Magazini del Sale - Donde Shaw se baja del avión y toma el bote a la ciudad
- Museo Guggenheim de Venecia - Su terraza fue transformada en un restaurante para la película. Aquí hablan sobre el dios romano Jano
- Sant' Angelo Vaporetto Stop - La parada de bus acuático donde los gánsteres rusos ven a Elise y Frank besarse en el balcón Benzoni
- Mercato della Frutta, Pescheria - Mercado de fruta donde Frank cae al toldo
- Marciana Library- Comisaría
- Fondamenta Rio di San Francesco della Vigna - Aquí Christian de Sica vende Johnny Depp a los gánsteres
- Madonna dell'Orto - Persecución acuática
- Scuola vecchia della Misericordia - Lugar donde acaba la persecución
- Palazzo Loredan, Instituto Veneto - Interior del casino de Shaw
- Arsenale - Cuartel General de la Interpol en Venecia
- Plaza de San Marcos - Frank/Alexander fuma su primer cigarro real
- Fondaco dei Turchi- Donde Elise entra en el baile, y donde los botes de la policía y Shaw esperan
- Palazzo Zeno - "Frank Tupelo" trepa por su balcón del Palazzo Zeno para entrar en el apartamento de Alexander Pearce
- Villa Effe, Giudecca - Lugar del tiroteo final

## Temas

### Simbolismo de Jano
La película recurre en repetidas ocasiones a simbolismos centrados en el dios romano Jano

En la cena en Venecia, Frank pregunta a Elise por su brazalete, a lo que ella contesta:
"Es el dios romano Jano. Mi madre me lo dio cuando era pequeña. Quería enseñarme que las personas tienen dos caras: Una buena, una mala, un pasado, un futuro. Y ambas cosas debemos aceptar en una persona a la que queremos."
La caja fuerte en el apartamento de Pearce está escondida detrás de un relieve de Jano